# Thomas King

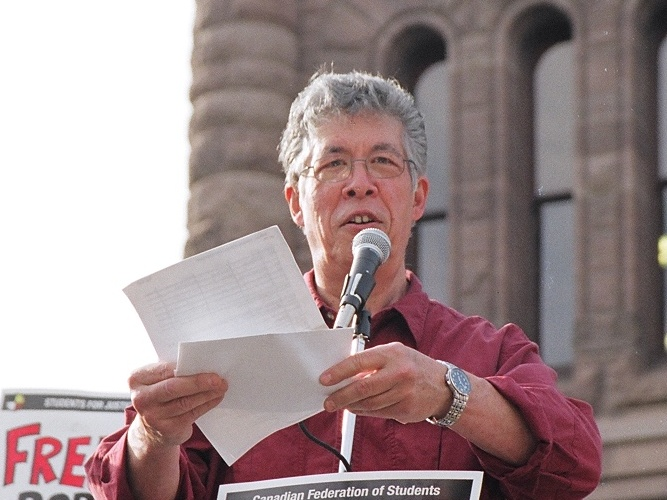
Thomas King

Thomas King (* 24. April 1943 in Sacramento, Kalifornien, USA) ist ein Indigener Autor. Wenn er auch in den USA geboren wurde, wird er in erster Linie als kanadischer Autor betrachtet, da er seit vielen Jahren in Kanada lebt. und er sich, nach eigener Aussage, seiner Wahlheimat mehr verbunden fühlt als den USA; er betrachtet die Grenze zwischen den USA und Kanada als willkürlich gezogen. Er besitzt beide Staatsbürgerschaften. Er ist teils Cherokee, teils griechischer, teils deutscher Abstammung.

## Leben und Schaffen
Thomas King wuchs seit dem dritten Lebensjahr zusammen mit seinem jüngeren Bruderallein bei der Mutter auf, nachdem sein Vater die Familie verlassen hatte. Auch ohne die Sprache seiner väterlichen Verwandten zu sprechen, fühlte sich King seit früher Jugend den Anliegen der „native Americans“ verpflichtet.
Ein nach Ende der Schulzeit begonnenes Studium brach er nach einem Jahr ab und übte verschiedene Tätigkeiten aus. 1964 heuerte er auf einem Dampfer an und fand nach der Überfahrt in Neuseeland und Australien Arbeit als Fotograf und Fotojournalist.
1967 kehrte er in die USA zurück und begann an der Chicago State University erneut ein Literaturstudium. Dieses schloss er 1970 mit dem Bachelor und 1972 mit einem Master ab.
1980 emigrierte King nach Kanada und trat dort eine Stelle an der University of Lethbridge im Rahmen der „Native Studies“ an. Hier begann er auch seine Karriere als Schriftsteller. Danach war er sowohl als Verwaltungsfachkraft („administror“) als auch als Dozent („teacher“) an der Humboldt State University und der University of Utah tätig, wo er 1986 seinen Ph. D. in englischer Literatur mit Studien über die „Natve Americans “erwarb.
Anschließend unterrichtete an diversen Universitäten.
Viele Jahre war er Professor für Native Studies an der Universität in Lethbridge (Alberta). Bis zu seiner Emeritierung 2020 unterrichtete er als Associate Professor an der University of Guelph in Ontario die Fächer "kreatives Schreiben" und "indianische Literatur".
Neben seiner Karriere als Universitätsprofessor und Schriftsteller war er von 1997 bis 2000 an der Radiosendung Dead Dog Cafe Comedy Hour beteiligt. Die Sendung spielte in einem fiktiven Café in der fiktiven Stadt Blossom, Alberta. Thomas King und seine beiden Mitstreiter Edna Rain (als Gracie) und Floyd Favel Starr (als Jasper) boten in ihrer Sendung eine Mischung aus humorvollen Kommentaren und ernsthafter Kritik am Umgang des Staates Kanada mit den indianischen Einwohnern.
Unter dem Pseudonym Hartley Goodweather wurde 2003 der Krimi DreadfulWater Shows Up veröffentlicht. Ein weiterer Krimi mit der Hauptperson Thumps DreadfulWater erschien 2006 unter dem Titel The Red Power Murders.

Ebenfalls 2003 hielt er im Rahmen der Massey Lectures in fünf verschiedenen Städten Kanadas eine Ringvorlesung unter dem Titel The Truth About Stories: A Native Narrative ab.
Kings Sachbuch The Inconvenient Indian (2013) wurde 2014 mit dem BC National Award for Canadian Non-Fiction und dem RBC Taylor Prize ausgezeichnet. Für seinen 2014 erschienenen Roman The Back of the Turtle erhielt er den Governor General’s Award for Fiction und den Sunburst Award for Excellence in Canadian Literature of the Fantastic.

## Werke
- Medicine River. Roman. 1990
  - Übers. Cornelia Panzacchi: Medicine River. A1 Verlag, 2008
  - Medicine River. Drehbuch. 1993
- A Coyote Columbus Story. Kinderbuch. 1992
- Green Grass, Running Water. Roman. 1993
  - Übers. Cornelia Panzacchi: Wenn Coyote tanzt. A1 Verlag, 2003
- One Good Story, That One. Kurzgeschichten
- Truth & Bright Water. Roman. 1999
- DreadfulWater Shows Up. Kriminalroman. 2003
  - Übers. Monika Blaich, Klaus Kamberger: DreadfulWater kreuzt auf. Unionsverlag, Zürich 2005
- A Short History of Indians in Canada. Kurzgeschichten. 2005
- The Red Power Murders. Kriminalroman. 2006
- Coyote Solstice Tale. 2009
- A Short History of Indians in Canada: Stories. 2013
- The Inconvenient Indian: A Curious Account of Native People in North America. 2013; neu illustr. Ausgabe 2017
- The Back of the Turtle. 2014

## Preise
- 2006 McNally Robinson Aboriginal Book of the Year Award für A Short History of Indians in Canada
- 2014 BC National Award for Canadian Non-Fiction für The Inconvenient Indian
- 2014 RBC Taylor Prize für The Inconvenient Indian
- 2014 Governor General’s Award for Fiction für The Back of the Turtle
- 2015 Sunburst Award for Excellence in Canadian Literature of the Fantastic für The Back of the Turtle.
- 2016 Zeitschrift "Literary Review of Canada": Eines der in Kanada einflussreichsten 25 Bücher der letzten 25 Jahre, für The Inconvenient Indian